# Рогове (Курманський район)
Ро́гове (до 1948 року — Єні́-Сала́, Яни́-Сала́; крим. Yeñi Sala, Yañı Sala) — село Курманського району Автономної Республіки Крим.
Відстань від райцентру до населеного пункта становить 32 кілометрів по прямій.

## Населення
Згідно з переписом УРСР 1989 року чисельність наявного населення села становила 343 особи, з яких 170 чоловіків та 173 жінки.
За переписом населення України 2001 року в селі мешкало 350 осіб.

### Мова
Розподіл населення за рідною мовою за даними перепису 2001 року:
| Мова              | Відсоток |
| ----------------- | -------- |
| кримськотатарська | 45,43 %  |
| російська         | 39,14 %  |
| українська        | 14,57 %  |
| білоруська        | 0,29 %   |
| інші              | 0,57 %   |